# Isakowo (rejon zielenodolski)
Isakowo (ros. Исаково) – wieś (sieło) w Rosji, w Tatarstanie, w rejonie zielenodolskim. W 2010 liczyła 50 mieszkańców.